# 김복만 (1947년)
김복만(金福萬, 1947년 7월 6일~)은 대한민국 울산광역시교육감이다. 보수성향 교육감이다.
울산시 정무부시장, 울산광역시 승격 추진위원회 실무위원장, 울산사랑운동 추진협의회 회장, 울산상공회의소 고문, 울산대학교 산업경영공학부 교수 등을 지냈으며 2010년 제5회 지방선거에서 제6대 울산광역시교육감에 당선되었으며, 2014년 제6회 지방선거에서 재선에 성공하였다. 2010년 6월2일 실시된 교육감 선거와 관련해 당시 회계책임자인 사촌동생과 함께 선거 인쇄물 및 현수막 납품업자와 짜고 실제 계약금액보다 부풀린 허위 회계보고서를 만든 혐의(사기)로 기소되 1심에죄에 대해서는 징역 6월에 집행유예 2년, 지방교육자치법 위반 혐의는 벌금 500만원을 각각 선고받았다
학교 공사 관련 업체로부터 수억원의 뒷돈을 받은 혐의로 2017년 4월 24일 구속기소되었다. 1심에서 징역 9년에 벌금 2억8500만원, 추징금 1억4250만원을 선고받았으며 김 교육감과 함께 기소된 아내 A(70)씨도 징역 5년에 벌금 2억8500만원, 추징금 1억4250만원을 선고받고 법정에서 구속되었다. 2017년 12월 31일에 울산광역시교육감에서 사임했다.

## 학력
- 한양대학교 대학원 산업공학 박사
- 건국대학교 대학원 공학 석사
- 한양대학교 공학 학사

## 경력
- 울산광역시 정무부시장
- 울산교원단체협의회 부회장
- 울산광역시 승격 추진위원회 실무위원장
- 1995년 3월 ~ 1997년 2월: 제4대 울산대학교 산업대학원 원장
- 1997년 3월 ~ 1999년 3월: 제5대 울산대학교 산업대학원 원장
- 울산대학교 산업경영공학부 교수
- 2010년 7월 ~ 2014년 6월: 제6대 울산광역시 교육청 교육감
- 2014년 7월 ~ 2017년 12월: 제7대 울산광역시 교육청 교육감

## 주요상훈
- 옥조근정훈장(대한민국)
- 올해(1997)의 교수상 수상(울산대학교)
- 울산광역시 승격 공로상(울산광역시)
- 한백학술상(한국산업경영시스템학회)

## 저서
- MRP이론
- 현대실험계획법
- 품질관리

## 역대 선거 결과
|  | 25.68% |

|  | 37.36% |

|  | 36.17% |